# Sarayu Rao
 (mars 2019).
Si vous disposez d'ouvrages ou d'articles de référence ou si vous connaissez des sites web de qualité traitant du thème abordé ici, merci de compléter l'article en donnant les références utiles à sa vérifiabilité et en les liant à la section « Notes et références ».
Sarayu Rao est une actrice américaine née le 7 mars 1975 à Madison, dans le Wisconsin. 
Elle a un rôle récurrent dans Sons of Tucson, ou elle joue Angela, et dans Monday Mornings dans le rôle de Dr. Sydney Napur.

## Filmographie

### Cinéma
- 2002 : Leela de Somnath Sen : Mira
- 2007 : Lions et Agneaux de Robert Redford : La réceptionniste du Sénateur Jasper Irving
- 2008 : La Copine de mon meilleur ami de Howard Deutch
- 2011 : Good News, Oklahoma (court métrage) : Sissy
- 2012 : ...Or Die (court métrage) : la femme de Riz
- 2020 : Ma belle-famille, Noël et moi de Clea DuVall : Carolyn McCoy
- 2020 : À tous les garçons : P.S. Je t'aime toujours de Michael Fimognari : Trina Rothschild
- 2021 : À tous les garçons : Pour toujours et à jamais de Michael Fimognari : Trina Rothschild
- 2022 : Hollywood Stargirl de Julia Hart : Alex

### Télévision
- 2005 : Bones : Reporter Tv
- 2006 : Related : Infirmière
- 2007 : The Big Bang Theory : Lalita Gupta
- 2007 : Side Order of Life : Claire Philips
- 2007 : Dirt : Assistante de pharmacie
- 2008 : Unhitched : Doreep
- 2009 : Hawthorne : Infirmière en chef : Lindsay Bernard
- 2009 : Life : Deepa
- 2010 : Outsourced : Vimi
- 2010 : Sons of Tucson : Angela
- 2011 : US Marshals : Protection de témoins : Sudha Kumar
- 2011 : Outnumbered : Lisa Ruth
- 2011 : La Loi selon Harry : Tiffany
- 2011 : Un-Natural Selection : Kate
- 2011 : Franklin and Bash : Abha Jaya
- 2011-2012 : NCIS : Los Angeles : Dr. Susan DePaul
- 2012 : Monday Mornings : Dr. Sydney Napur
- 2012 : Facing Kate : Allison
- 2013 : Grey’s Anatomy : Pam
- 2015 : Mon oncle Charlie : Emily
- 2016 : No Tomorrow : Kareema
- 2022 : Mes premières fois : Rhyah, la mère de Des
- 2023-2024 : Expats :  Hilary Starr